# Virus Powassan
El Virus Powassan (POWV) es una enfermedad viral neuroinvasora de mortalidad relativamente baja causada por un virus del género  flavivirus, transmitido exclusivamente por garrapatas, se ha visto que es una variante del virus de la encefalitis por garrapatas (TBEV). Se suele confundir con la enfermedad de Lyme.

## Historia
El primer caso conocido ocurrió en 1958, en Ontario, Canadá donde un niño falleció en la ciudad de Powassan.

## Epidemiología
Esta enfermedad solo se registra en los grandes países del hemisferio norte, es decir, Rusia, Canadá, Estados Unidos (sector de los grandes lagos). No se tienen registros de casos en el hemisferio sur.
Los casos producidos son aislados, poco frecuentes y por lo mismo poco estudiados en las Universidades y de poco interés para las grandes farmacéuticas.
Desde 1958 se han reportado en las estepas de Rusia y la Unión Europea, unos 2000 casos de encefalitis debida a flavivirus y unos 100 casos en los países de América del Norte.

## Agente transmisor y linajes del virus
El virus POWV se transmite a través de las picaduras de la garrapata del tipo Ixodes scapularis (vector con mayor portabilidad), Ixodes cookei y varias otras especies de garrapatas Ixodes tales como garrapatas del género Dermacentor andersoni.
Los afectados están generalmente en contacto con animales domésticos infestados, o con contacto directo de partes expuestas de la piel (descalzos) con la tierra usada por animales de granja en sectores agrícolas donde existan pandemias de garrapatas.
Basta con que la garrapata lleve solo una hora en el huésped para que el virus invada el torrente sanguíneo, a diferencia de la enfermedad de Lyme que produce invasión a las 36 a 48 horas de la picadura.
Hasta la fecha se han reconocido dos flavivirus, llamados de linaje I y linaje II, este último asociado a las minúsculas garrapatas de patas negras del venado que es la misma que transmite otras enfermedades neuro virales, es muy abundante en los meses de junio y julio en los bosques de Minnesota.

## Detección temprana
Existe una medición de laboratorio clínico a la reacción en la cadena de la polimerasa específica que se puede medir en sangre o líquido cefalorraquídeo con antígenos de alta especificidad y sensibilidad. También existe un test serológico del test ELISA de detección de antígenos IgG e IgM que se puede utilizar. El valor de las inmunoglobulinas IgM comienza a elevarse al quinto día tras la infección. Los anticuerpos dan positivos varios meses después de la infección.
Los síntomas aparecen entre una semana y un mes después de la picadura de garrapatas.

## Síntomas
- Cefalea.
- Convulsiones.
- Vómitos compulsivos.
- Debilidad y confusión mental.
- Pérdida de la memoria.
- Meningitis viral (inflamación de las membranas que recubren el cerebro y la médula espinal).
- Encefalitis (inflamación del cerebro).

## Tratamiento
Las personas afectadas de POWV no tienen cura, es decir no es reversible, no existen vacunas, solo es de tratamiento paliativo con intravenosas, sueros y corticoides. 

## Morbilidad
Para una población de 100 % de infestación, la tasa de mortalidad es de aproximadamente un 10-15 % de casos, un 50 % de los afectados con sobrevida tienen secuelas neurológicas persistentes de por vida tales como tics faciales, detrimento de la memoria, visión borrosa y otras complicaciones de origen neurológico. Otro 40 % afectado no desarrollan sintomatología alguna a pesar del daño neuronal.